# 洗浦郡
洗浦郡（：／ Sepho gun */?）是朝鲜民主主义人民共和国江原道的一个郡。面积969平方公里，1991年估计人口约10万。多山河。75%是林地。太白山脈西部位置。東为淮陽郡、西为板橋郡、南为平康郡与金化郡、北为高山郡与法洞郡。
矿藏有钼，银，锌，萤石。农业以萝卜种植闻名。此外，有畜牧业和果树，并有一些小规模的制造业。
铁路有江原线穿过。

## 行政區劃
本郡下轄1邑、1勞働者區及24里，分別如下：
- 邑：洗浦邑（세포읍）
- 區：墻村勞働者區（장촌로동자구）
- 里：

| - 箕山里（기산리） - 内坪里（내평리） - 大谷里（대곡리） - 大門里（대문리） - 梨木里（리목리） - 栢山里（백산리） - 福滿里（복만리） - 北坪里（북평리） - 三防里（삼방리） - 上述里（상술리） - 西下里（서하리） - 城山里（성산리） | - 城坪里（성평리） - 松浦里（송포리） - 新洞里（신동리） - 新生里（신생리） - 藥水里（약수리） - 遠南里（원남리） - 榆淵里（유연리） - 鼎洞（정동리） - 中三里（중삼리） - 中坪里（중평리） - 泉岐里（천기리） - 後坪里（후평리） |

## 歷史
- 洗浦郡成立於1952年12月，由原平康郡的洗浦面及榆津面、淮陽郡蘭谷面的部分、安邊郡新高山面的部分統合設置，新成立的洗浦郡有1邑19里，即：洗浦邑・栢山里・西下里・藥水里・城坪里・北坪里・遠南里・城山里・中坪里・後坪里・内坪里・泉岐里・大門里・榆淵里・上述里・金坪里・縣里・新坪里・三防里・新生里[1]
- 1953年，金坪里被編入板橋郡，洗浦郡還有1邑18里[1]。
- 1954年 (1邑19里)
  - 新設立大谷里（合併自洗浦邑・新生里之各一部分）。
  - 上述里的一部份編入北坪里。
  - 城山里的一部份編入遠南里。
  - 薬水里的一部份編入城坪里。
- 1958年 - 淮陽郡編入楡邑里・梧鳳里・貴洛里。(1邑22里)
- 1961年 - 平康郡編入梨木里、法洞郡編入新洞里。(1邑24里)
- 1967年 - 楡淵里的一部份改編入上述里。(1邑24里)
- 2001年1月27日 (1邑1労働者区24里)
  - 新坪里・県里・楡邑里・貴洛里・梧鳳里被編入淮陽郡。
  - 原목전면 전부（墻村勞働者區・福滿里・鼎洞里・箕山里・中三里）及松浦里（解放當時為현내면 송포리, 신대리）從平康郡編入。